# Castelbellino
Castelbellino (Castelbellì in dialetto jesino, Castelbelì in dialetto anconitano) è un comune italiano di 4 917 abitanti della provincia di Ancona nelle Marche.
Castelbellino si erge a 267 metri sul livello del mare e la sua caratteristica posizione, vicinissima alla pianura, ma elevata, lo avvicina ai paesaggi del pre-appennino marchigiano, su cui domina l'azzurra visuale del monte San Vicino. Il toponimo Castelbellino deriva da Castrum Ghibellinum, nome che il castello, rifugio di ghibellini fuoriusciti dalla vicina Jesi, ebbe una volta ricostruito verso la metà del XIV secolo.

## Geografia fisica
Con i suoi 6,05 km², Castelbellino è, per estensione, uno dei più piccoli comuni della Provincia di Ancona ed attualmente anche uno dei più densamente abitati, con 834,11 ab./km². Confina con il territorio di Maiolati Spontini, Monte Roberto e Jesi.
Si estende dai 268 metri sul livello del mare del centro storico ai 92-80 metri del corso del fiume Esino, lungo il quale si adagia la parte a valle del territorio.
È il primo dei castelli che si incontra risalendo da Jesi la media valle dell’Esino Le pendici della collina su cui sorge il Capoluogo sono ricche di vigneti (siamo nella zona vitivinicola del Verdicchio dei Castelli di Jesi) e di vegetazione con zone di verde e di querce che caratterizzano il tipico aspetto agricolo tradizionale integrato in un panorama particolarmente godibile.
A valle nelle aree non ancora urbanizzate, le coltivazioni ortofrutticole in maggioranza danno il reddito più alto, insieme alla tradizionale coltivazione a grano. Gli insediamenti urbani sviluppatisi negli ultimi decenni nella frazione Stazione e quelli artigianali ed industriali in località Scorcelletti hanno trasformato profondamente un territorio che per secoli era rimasto immutato.
Scomparse le boscaglie e le selve nei secoli XIV-XVI, le aree furono adibite ad attività agricole mentre lungo l’antica strada, la medievale Flambenga o Flambegna o via Consolare Clementina dal terzo decennio del Settecento, si svolgevano traffici e commerci alla volta di Roma, Jesi ed Ancona.
Il fondo della valle nella seconda metà dell’Ottocento è stato segnato dalla costruzione della linea ferroviaria Ancona-Roma ed in tempi più recenti (inaugurazione 1981) dalla nuova strada statale 76 (superstrada a quattro corsie).

### Territorio

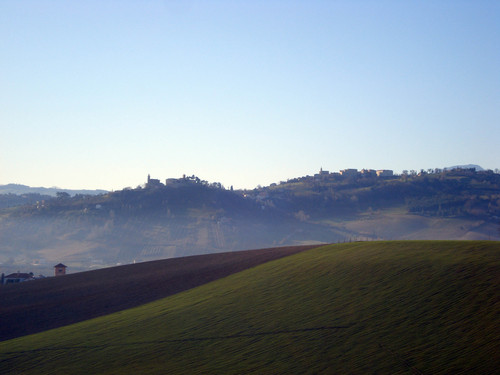
Veduta di Castelbellino e Monte Roberto.

In auto, Castelbellino è raggiungibile percorrendo la superstrada SS 76 della Vallesina; Jesi è ad appena 12 km, Ancona a 30 km e le stupende Grotte di Frasassi distano soltanto 21 km. La Superstrada si snoda parallelamente al fiume Esino offrendo al viaggiatore la vista di dolci e arrotondate colline, ornate da campi ordinati che si rivestono di colori sempre diversi con il passare delle stagioni. In cima si intravedono le sagome di piccoli centri storici, tutto intorno pievi e solitari casolari, spesso nascosti alla vista da boschetti di gelsi, cipressi e querce. Il castello compare all'improvviso sulla sinistra, facendo capolino dal seducente verde della campagna marchigiana, come una piccola gemma incastonata sulla sommità della collina. Una denominazione curiosa ed un paese unico nel suo genere: Castelbellino non smentisce il suo nome. Dalla parte della superstrada il pendio è molto scosceso: la rocca dominava proprio questo versante, controllando il tracciato dell'antica strada di fondovalle, diversa da quella odierna.
Il castello sembra vigilare ancora oggi sia sulle vecchie case dell'antico "borgo", quasi accucciate sotto le possenti ali del vecchio maniero, sia sulle nuove frazioni sorte a valle, evocando immagini che conservano intatto il sigillo del tempo. Una volta usciti dalla SS 76 ci si inerpica per 3 km su una strada panoramica, tutta curve, da dove si gode, in caso di aria tersa, di una splendida veduta sull’intera media Vallesina, fino al mare.
La campagna è ben curata perché molto abitata, sfruttata con culture diverse, divisa in tanti poderi, con alberi da frutto, siepi, muretti, orti, ulivi, filari di viti, zone di bosco, carraie a tornanti puntellate da tronchi contorti di querce secolari, gelsi e larici che sembrano gigantesche puntine ordinate da una mano divina. In alto si scorgono le mura e le due torri campanarie di Castelbellino.

## Storia

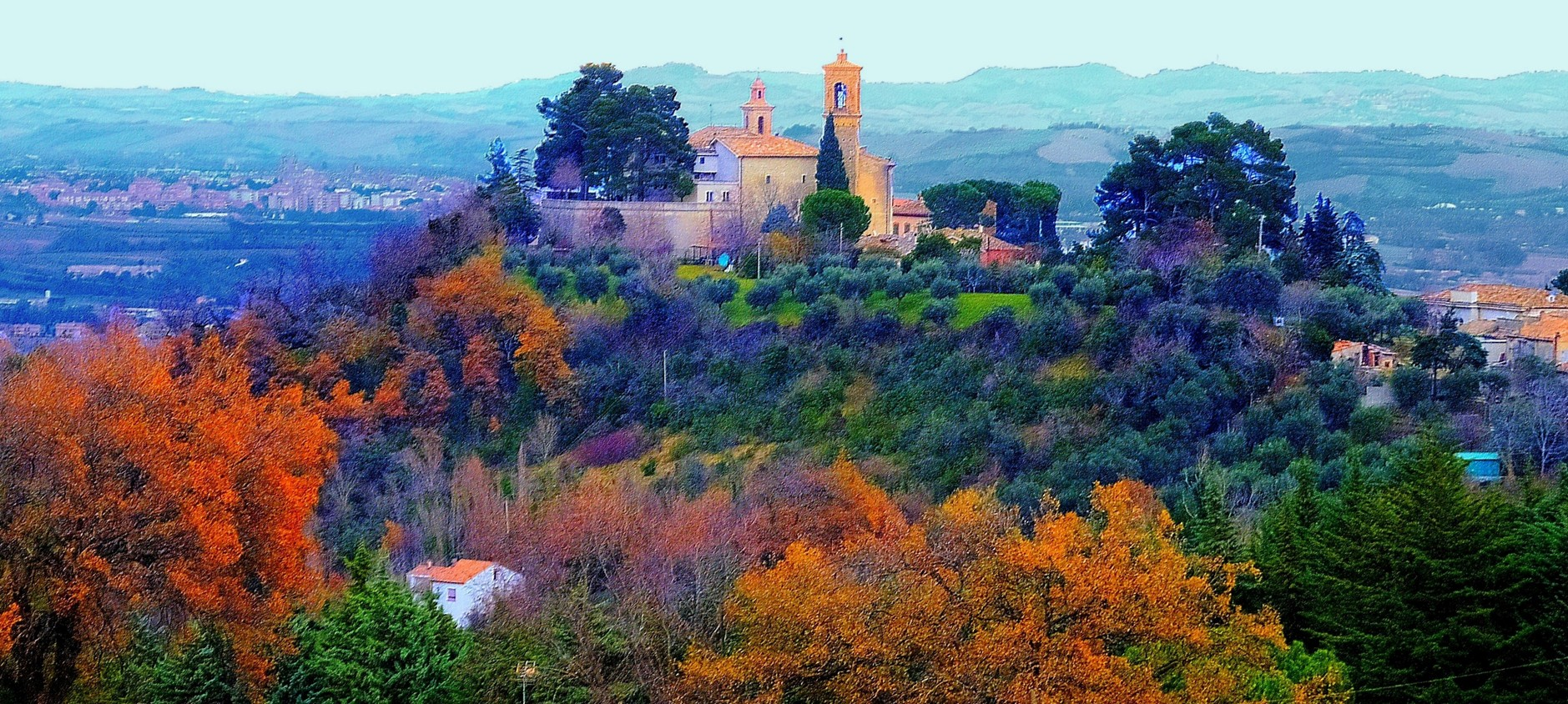
Veduta di Castelbellino

Le origini di Castelbellino sono antichissime: diversi ritrovamenti archeologici, alcuni abbastanza recenti, testimoniano la presenza umana in età pre-romana. Nella Frazione Pantiere, situata a valle, fu ritrovata nel 1939 una statuetta di notevoli dimensioni raffigurante un Ercole italico dei primi decenni del V sec. a.C. Le prime notizie storiche del castello risalgono all’alto medioevo, quando la famiglia degli Attoni di Jesi decise di fondare una fortezza sulla collina per esercitare meglio i suoi diritti feudali nella fertile zona circostante. Allora il nome di Castelbellino era Morro Panicale.

### Medioevo

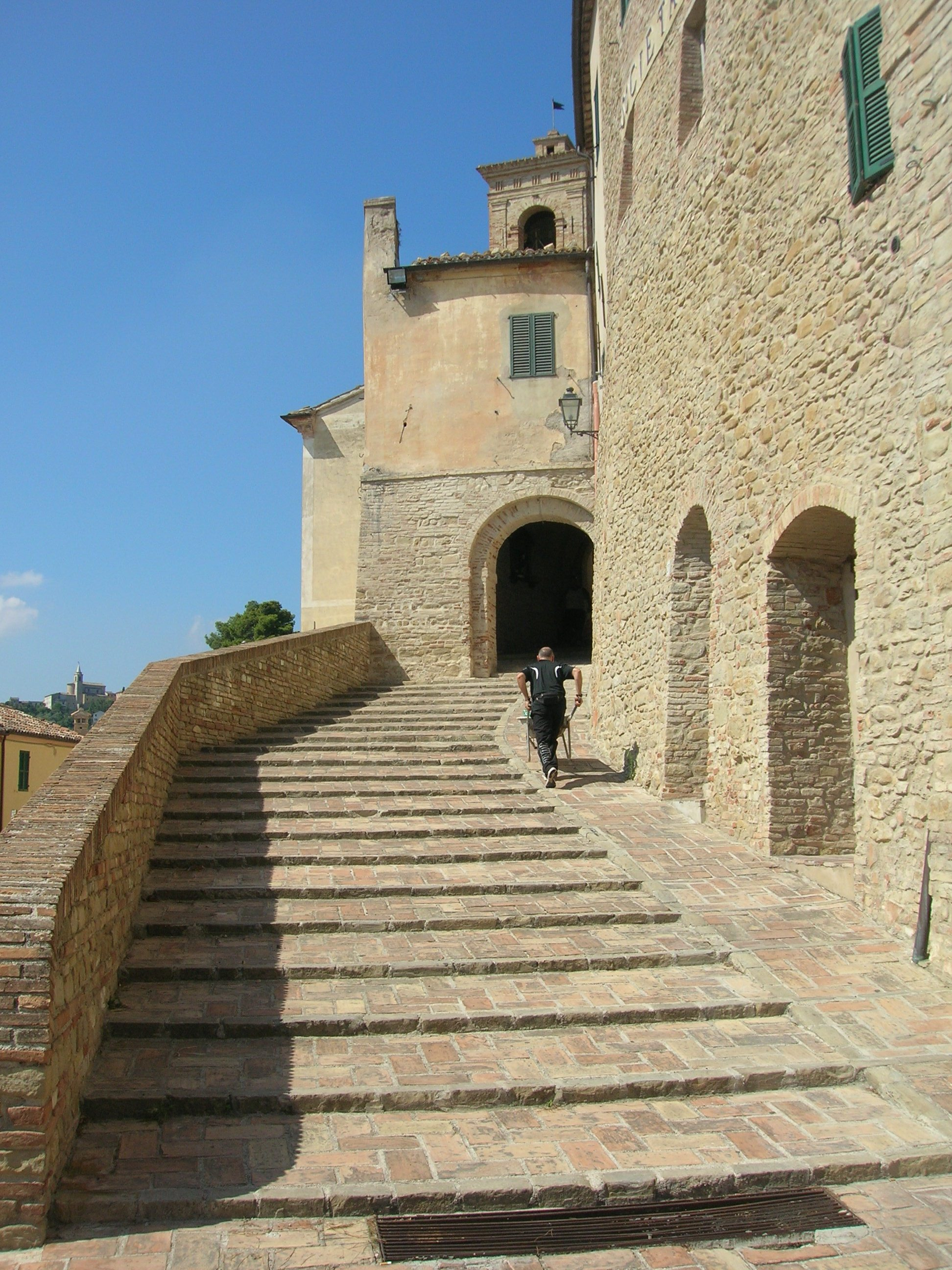

Nel 1079 il conte Ugo degli Attoni dona all’Eremo di Camaldoli un appezzamento di terra situato in territorio di Morro Panicale per costruirvi l'abbazia di San Giorgio (nell’attuale zona di Borghetto, nei pressi di Pianello Vallesina). È la prima menzione che troviamo in documenti storici di Morro Panicale (Castelbellino), feudo degli Attoni, famiglia di stirpe e legge longobarda, che estese i suoi domini nei secoli precedenti il Mille dall’Umbria (Nocera, Gualdo Tadino, Foligno, Todi). Verso il secolo X, varcato l’Appennino, un suo ramo si affermò nella Marca anconetana. Il conte Attone ed i suoi discendenti dominarono nei secoli X-XII su Jesi e su alcuni castelli a destra dell’Esino, tra cui Morro Panicale.
Nel corso del XIV secolo, il castello di Castelbellino entrò nella sfera di influenza della famiglia Bauma attraverso il matrimonio di Beatrice della Bauma con Dristano di Scialon, Signore di Castelbellino. La famiglia Bauma, di origini illustri e con forti legami con la nobiltà europea, contribuì a rafforzare le difese e l’importanza strategica della rocca.
Durante il XV secolo, la famiglia Berarducci ebbe presenza anche a Castelbellino. Si menziona che Giovanni Berarducci, descritto come "magnifico" in un documento del 1466, si stabilì nella località, probabilmente approfittando dell'occupazione di Jesi nel 1432 da parte di Giosia di Acquaviva, signore di Teramo. La famiglia Berarducci mantenne il suo lignaggio nella regione e condivideva uno stemma araldico simile a quello dei Berarducci di Bisceglie, con l'unica differenza che i tre monti dello stemma non emettevano fuoco.
Il territorio di Morro Panicale si estendeva a gran parte della zona collinare degli attuali comuni di Castelbellino, Monte Roberto e Maiolati Spontini ed alla pianura sottostante. Nel maggio 1194, il conte Trasmondo di Morro Panicale, figlio e nipote dei conti di Jesi, rispettivamente Bisaccione e Gozo, fece atto di sottomissione al Comune di Jesi. Sottomissione pretesa dal Comune da poco costituitosi da chi deteneva i diritti paterni o aviti della città e non solo da parte di Trasmondo, ma anche di quelli di suo figlio Uguccione e quelli dei figli del defunto fratello Rainaldo. La sottomissione di Trasmondo fu la prima di una serie di sottomissioni-conquiste che nel corso del Duecento formarono il contado di Jesi, lo "stato" di Jesi, la circoscrizione politico-amministrativa protrattasi fino al 1808.
Nel 1194 Morro Panicale viene annesso, con relativo atto di sottomissione, al dominio di Jesi. Verso la metà del XIV secolo, per essersi schierato contro l'esercito del cardinale Albornoz, il castello venne distrutto e i capi ghibellini esiliati. Tenacemente ricostruito, dovette però di nuovo far fronte ad un episodio del genere nell'anno 1517. Federigo Angelelli scrisse delle incursioni di Francesco Maria della Rovere nella provincia, compresa la distruzione della Rocca di Jesi il 3 giugno 1517, che portò alla prigionia dei cittadini, all'incendio di 53 case a Jesi e 203 case a Castelbellino. 

### Risorgimento
Verso la fine del XVII secolo sorsero le prime abitazioni fuori le mura del castello e nel pendio, volto a sud, si aprì una piazza, per quei tempi molto grande, fiancheggiata da un piccolo mercato coperto. Con la fine del contado di Jesi, in seguito all’annessione delle Marche al napoleonico Regno d’Italia del 1808, Castelbellino fu unito a Monte Roberto e San Paolo di Jesi formando una sola realtà amministrativa. I tre comuni ritornarono autonomi nel 1818, autonomia confermata poi nell’assetto amministrativo seguito all’Unità d’Italia.
A Castelbellino è vissuta per lungo tempo Garibalda Canzio, figlia di Teresita Garibaldi e nipote di Giuseppe Garibaldi, una targa ricorda il suo soggiorno in Via Madonna del Piano n. 3, nel 2003 le è stata intitolata una omonima strada cittadina, altri documenti sulla sua vita sono presenti nel Museo Comunale di Villa Coppetti, dove è stata aperta una sezione garibaldina, grazie anche alle donazioni di Annita Garibaldi Jallet, pronipote di Garibaldi. Garibalda si stabilì a Castelbellino al seguito di sua sorella Anita e qui restò fino alla morte avvenuta nel 1969.

### Simboli
Stemma
L'antico sigillo del comune mostrava un leone alato, passante sulla campagna, con le lettere CCB (Comunitas Castrum Bellini): il leone di San Marco, simbolo del patrono locale.
Gonfalone
Bandiera

## Monumenti e luoghi d'interesse

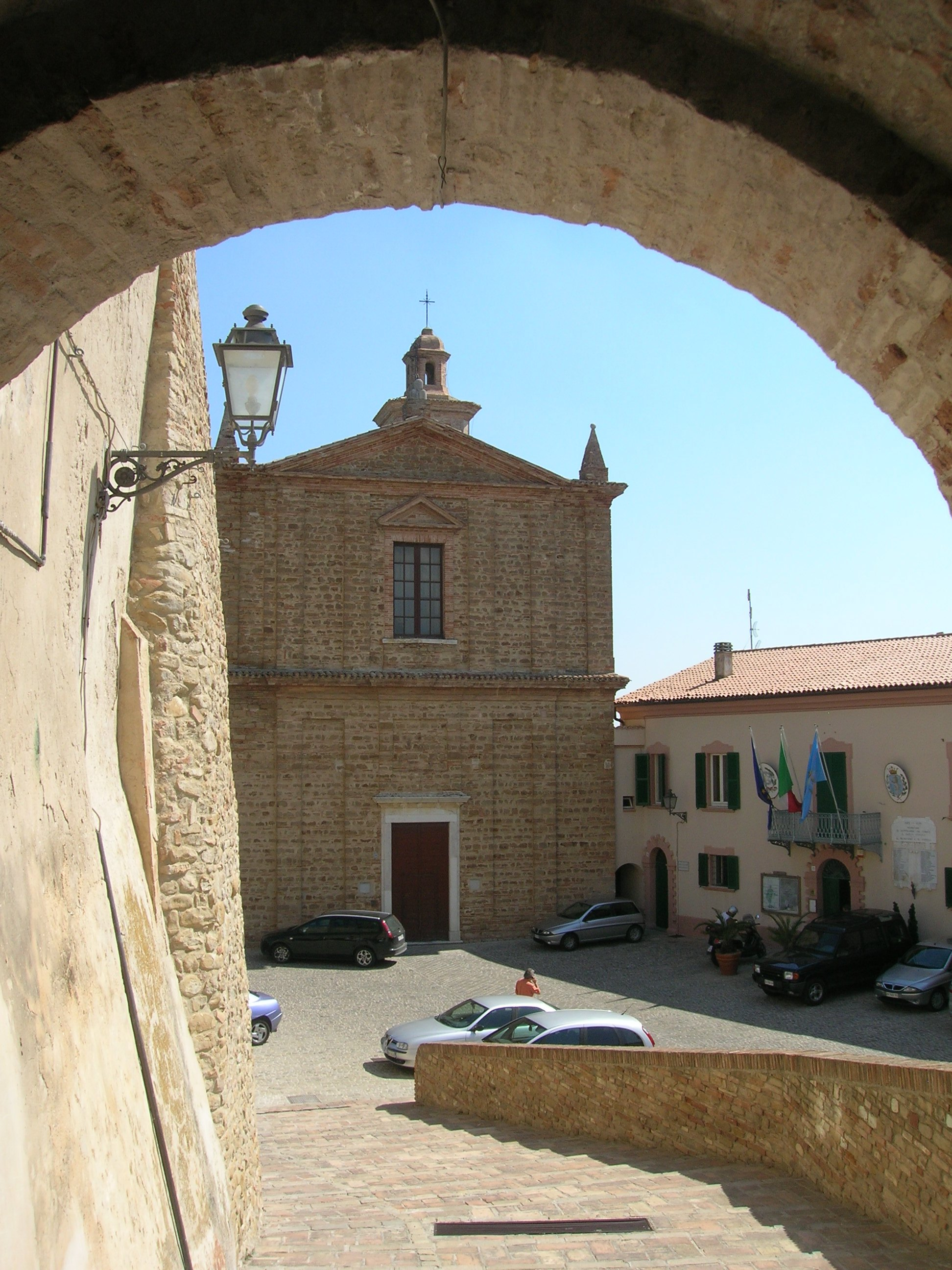
La Chiesa di San Marco Evangelista.

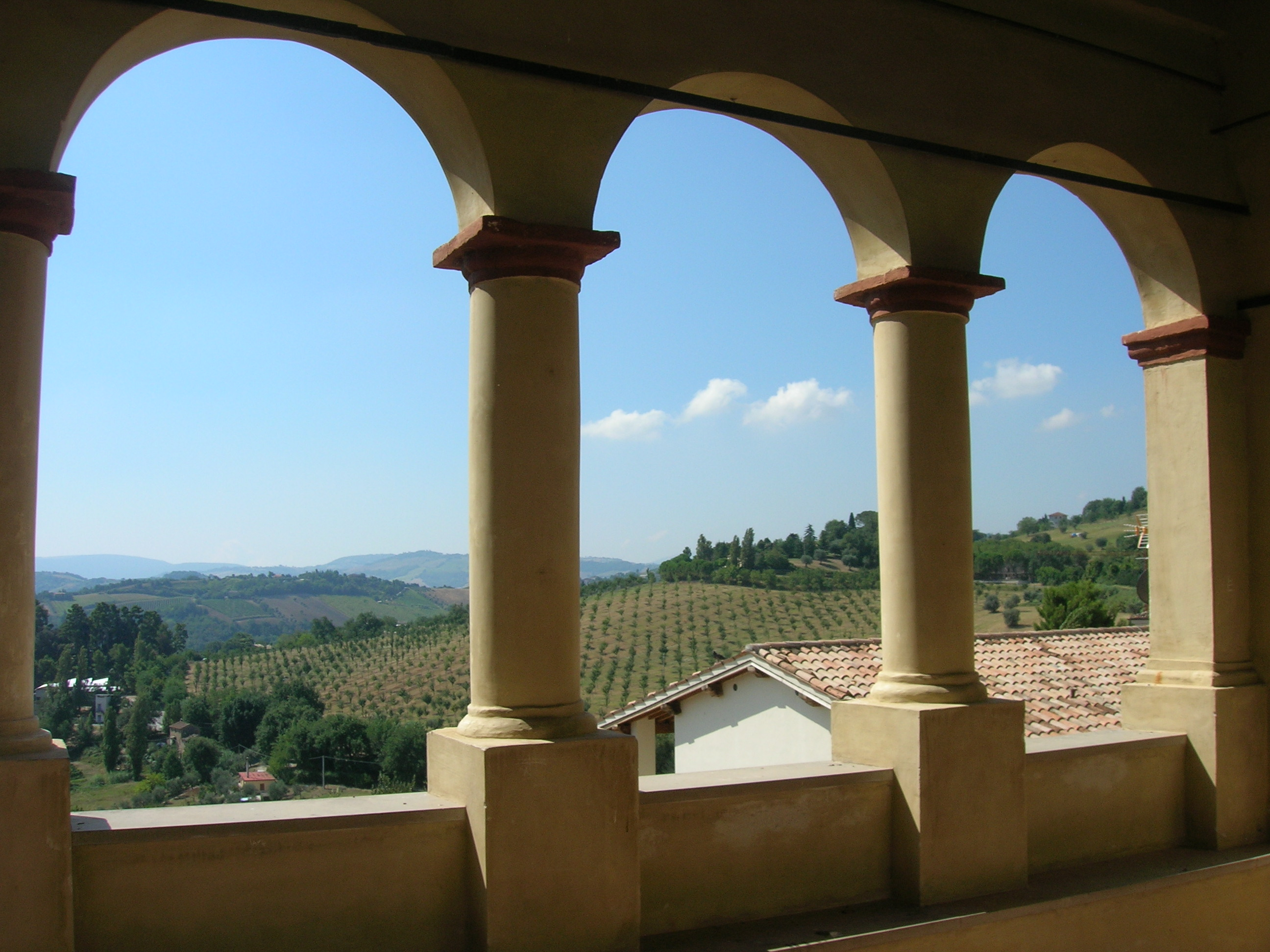
La loggetta rinascimentale della piazza.

### Architetture religiose
Chiesa di San Marco Evangelista
Venne eretta da Mattia Capponi fra il 1767 e il 1792 sul luogo di una cappella medievale.
Chiesa di Santa Maria delle Grazie
Risalente alla fine del '400.

### Architetture civili

#### La cinta muraria
Non è facile individuare il nucleo primitivo del castello e delle sue mura che costituirono il Castrum Murri dal XI al XII secolo. Accresciutosi negli anni, il castello fu restaurato con una nuova cinta muraria verso la metà del Trecento, come vuole la tradizione, dai Ghibellini che vi si insediarono. Nel 1517 fu incendiato dalle truppe del duca di Urbino Francesco Maria della Rovere.
"Del castello originario resta l'impianto abitativo di forma ovale circondato nel tratto meridionale da mura scarpate formate da blocchetti di pietra e mattoni, su cui sono sorte abitazioni. Nello stesso tratto si apre la porta di accesso al castello, ai piedi di un torrione quadrangolare scarpato, attraverso la quale una stradina in salita conduce all'interno della cerchia muraria in cui sussistono ancora spazi liberi e in cui le abitazioni si dispongono a formare l'anello edilizio e una fila mediana secondo l'asse maggiore dell'ovale".
Via Proferno è la strada-scalinata che introduce al castello. Sopra la porta, anticamente fortificata, vi è la torre dove fu costruito il primo orologio.
Un'altra torre a pianta quadrata, l'attuale Torre Civica, fu trasformata nel campanile della chiesa di San Marco. Nel 1837. Sul campanile-torre, in una posizione più alta di quella sulla porta di entrata al castello, fu sistemato poi l'orologio pubblico. Poco oltre la porta d'ingresso al castello, sulla sinistra, era ubicata la vecchia chiesa parrocchiale di San Marco. Il palazzo dell'ex Mutuo Soccorso rivela una ristrutturazione realizzata verso la fine del Cinquecento o nei primissimi anni del Seicento; una scala a chiocciola da via Proferno immette ai vari piani del palazzo ed esce nel centro storico.

#### Villa Coppetti

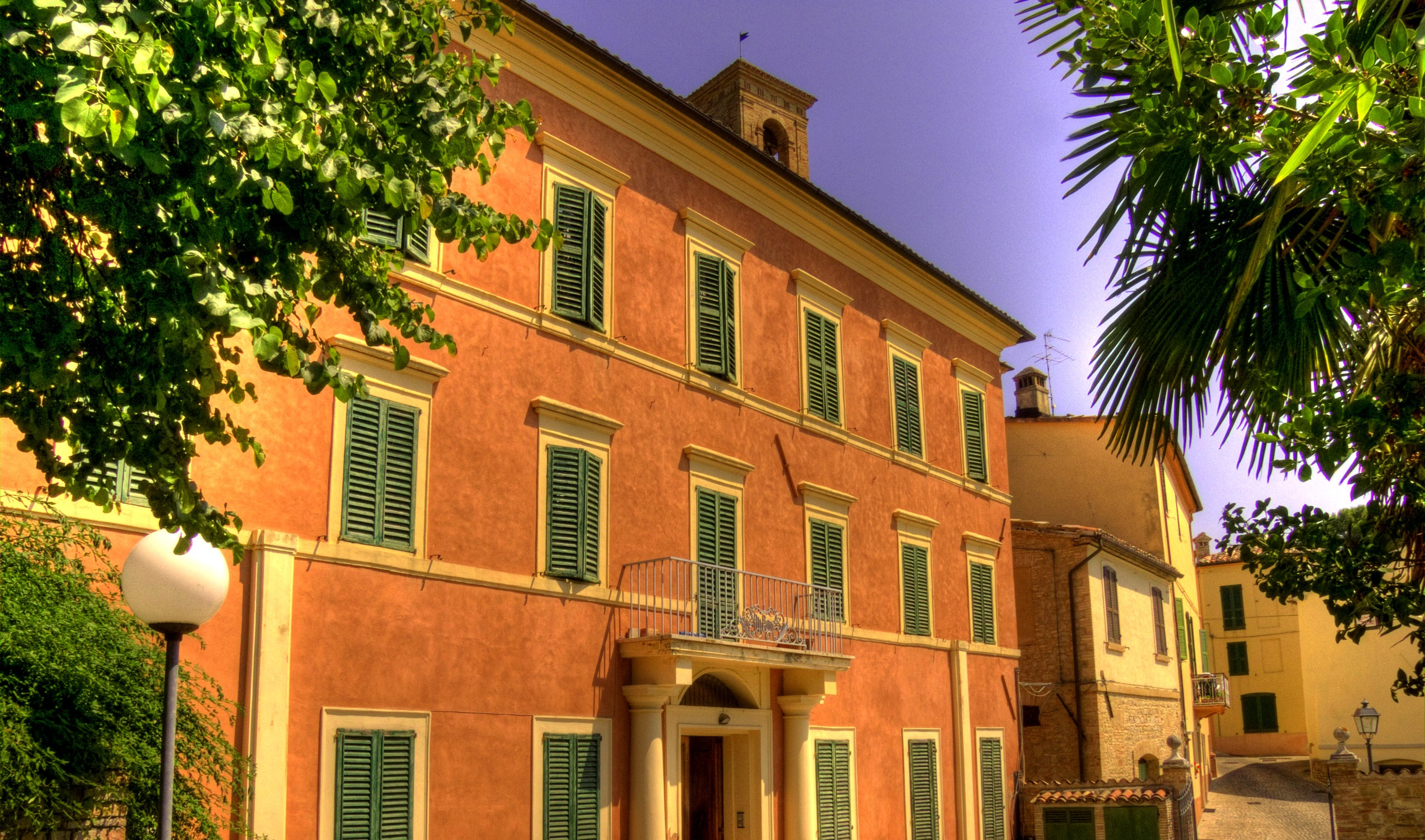
Villa Meriggiani rinominata Villa Coppetti

Fu costruita tra la fine del Settecento e i primi decenni dell'Ottocento probabilmente dalla famiglia Meriggiani; lo stile neo-classico è evidenziato dagli elementi architettonici dell'ingresso (colonne con balcone), dalla scala interna anche se non sontuosa, dalle decorazioni e pitture in alcune stanze.
Alla famiglia Meriggiani apparteneva anche la villa – ora Merlini – in contrada Montali realizzata nella prima metà del Settecento insieme alla piccola chiesa dedicata a San Giorgio. La villa Meriggiani del centro storico passò ai marchesi Merighi il cui stemma campeggia ancora nel soffitto di un salone, poi ai baroni Franchetti e quindi alla famiglia Coppetti. Il dott. Amedeo Coppetti per testamento ne fece dono al Comune che ne venne in pieno possesso nel corso del 1990.
Alla villa è annesso un parco ricco di vegetazione di alto fusto; i lavori di ristrutturazione hanno permesso di ricavare quattro appartamenti e locali destinati ad ospitare il museo civico ed iniziative socio-culturali.

#### Teatro Beniamino Gigli
I "Signori Possidenti" di Monte Roberto e di Castelbellino vollero realizzare un teatro all'interno del Palazzo comunale di Monte Roberto nel 1816: all'epoca Castelbellino e Monte Roberto continuarono a tenere unita la filodrammatica che nel frattempo si era costituita e tale rimase fino al 1870-80 recitando insieme a compagnie di passaggio e predisponendo spettacoli in proprio. A quegli anni, seconda metà dell'Ottocento, risaliva il Teatrino della Società Filarmonica, ricordato nel 1902; era ubicato sopra il teatro attuale, mentre sotto, nell'odierno ingresso e sue vicinanze, c'era un molino ad olio, non era di grandi dimensioni ma aveva dei piccoli palchi di legno: una "sala alla francese" come venivano chiamati impianti di questo genere.
Nel 1920 la "Società Filarmonica "Risorgimento" acquista alcuni locali dal Comune, adiacenti al vecchio teatro, per ricostruirlo di nuovo onde appagare "il desiderio di questa popolazione di avere un locale ove si possono dare rappresentazioni ad incremento della educazione ed istruzione del paese". Il Comune si riservava il locale "per conferenze istruttive, patriottiche ed agricole". Il teatro viene così ricostruito e chiamato ancora "Risorgimento" dal nome della filodrammatica: al posto del vecchio palchettone in legno si costruì "una galleria a ferro di cavallo sostenuta da 14 colonne, il tutto costruito parte in cemento armato, parte in muratura di laterizi". Vi si svolgevano rappresentazioni, feste ed accademie scolastiche. Non rispondeva però alle nuove norme di sicurezza, nel 1932 allora si fecero lavori per una adeguata sistemazione ed ampliamento: la capienza al termine dei lavori sarà di 80 posti in platea e 35 in galleria.
Il nuovo teatro venne ufficialmente inaugurato il 30 ottobre 1932 e dedicato a Beniamino Gigli (1870–1957), il tenore di Recanati già affermato in tutto il mondo. Le abbondanti nevicate del 1963 causarono la caduta e la rovina del teatro. La sua ricostruzione, con una totale ristrutturazione, fu portata a termine nel 1979. Nel primo dopoguerra, il 1º gennaio 1948, sulla scia delle esperienze precedenti, si costituì la Filodrammatica d'Italia, nel decalogo per tutti i filodrammatici che si esibiranno nel Teatro Comunale di Castelbellino si ricordava che Castelbellino ha una tradizione filodrammatica delle più invidiabili, un pubblico che sa apprezzare le doti degli artisti, e giudicare i lavori che vengono eseguiti.

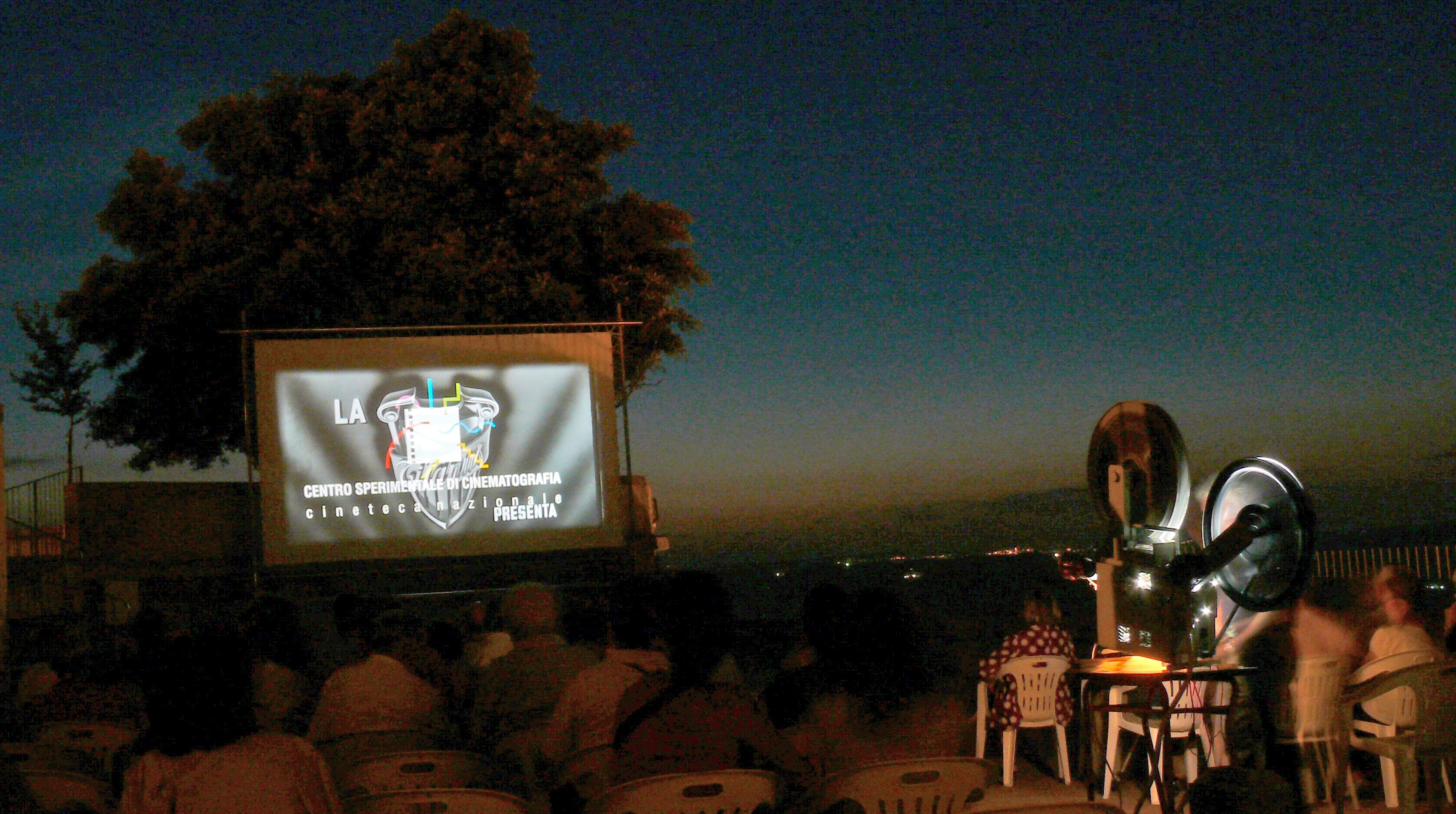
Proiezione all'aperto a Castelbellino Arte

Dal 1948 al 1954 la Filodrammatica portò in scena lavori di Riccardo Melani, Eduardo De Filippo, G. Genzato, E. Caglieri, A. De Benedetti, Peppino De Filippo, Dario Niccodemi, ecc. Nel 1979 si costituì il gruppo teatrale "Gli ostinati" diretto da Sandro Franconi trasformatosi ben presto in "Compagnia dell'arco" che, sempre per la regia di Sandro Franconi, in questi anni ha portato in scena opere di Pirandello, Checov, Wilde, Moliere, Goldoni, con crescente successo e richieste anche fuori regione.
Per iniziativa della Compagnia dell'Arco nel 1991 è nata "Castelbellino Arte" che ha promosso, in sintonia con l'amministrazione Comunale e la Pro Loco, manifestazioni artistiche (pittura, musica, poesia, teatro, cinema, danza) ed incontri culturali. Per il loro lusinghiero successo sono da ricordare le mostre di artisti quali Augusto Salati (1991), Paolo De Santi (1992), Paolo Consorti (1993), degli armeni Khachik Abrahamian, Gagik Badalian, Gagik Ghazanjian (1994), Roberto Stelluti (1995) e Philippe Artias (1996). Collegata alla storia del teatro è la vicenda della banda musicale; come fu unita per decenni nell'Ottocento tra Castelbellino e Monte Roberto la filodrammatica così con tutta probabilità lo è stata anche la banda. Di certo risulta che la banda musicale di Monte Roberto è stata costituita in seguito ad una scuola di musica diretta da Odoardo Gabbianelli nel 1874 e comprendeva anche elementi di Castelbellino. Quella di Castelbellino divenne autonoma soltanto nel 1886/1887 quando l'amministrazione comunale di allora decise di finanziare in proprio una scuola di musica staccandosi da Monte Roberto.
Primo maestro fu Gherardo Gagliardini, originario di Maiolati, che diresse la banda fino agli anni del primo conflitto mondiale (1914-18). Gli successe, fino al 1929-30, Umberto Maiolini, poi fino al 1944, anno della sua morte, fu diretta da Guglielmo Annibaldi, diplomato in strumentazione e composizione presso il conservatorio di Pesaro, che la porto' ad un alto livello qualitativo: non per nulla oggi al suo nome è intitolata la banda stessa. Negli anni dell'immediato dopoguerra fu diretta da Guido Ruggeri, finché nell'aprile del 1949 non fu affidata ad Altiero Romiti fino al 1990. Durante la sua lunga e appassionata direzione, la banda celebrò il 21 novembre 1987 il centenario della fondazione. Dopo la breve direzione di Marco Mecarelli, la banda è ora dal 1993, diretta da Giuliano Gasparini, diplomato in tromba presso il conservatorio di Pesaro.

## Società

### Evoluzione demografica
Abitanti censiti

## Infrastrutture e trasporti
La città non è distante dalla strada statale SS76 ed è servita dalla fermata Montecarotto-Castelbellino sita sulla linea ferroviaria Roma-Ancona.

## Amministrazione
| Periodo        | Periodo        | Primo cittadino       | Partito                 | Carica  | Note   |
| -------------- | -------------- | --------------------- | ----------------------- | ------- | ------ |
| 4 giugno 1985  | 26 maggio 1990 | Giovanni Caruso       | Indipendente            | Sindaco | [ 16 ] |
| 26 maggio 1990 | 24 aprile 1995 | Giovanni Caruso       | Democrazia Cristiana    | Sindaco | [ 16 ] |
| 24 aprile 1995 | 14 giugno 1999 | Giovanni Caruso       | Centro                  | Sindaco | [ 16 ] |
| 14 giugno 1999 | 14 giugno 2004 | Giovanni Caruso       | Lista civica            | Sindaco | [ 16 ] |
| 14 giugno 2004 | 8 giugno 2009  | Demetrio Papadopoulos | Lista civica            | Sindaco | [ 16 ] |
| 8 giugno 2009  | 26 maggio 2014 | Demetrio Papadopoulos | Lista civica            | Sindaco | [ 16 ] |
| 26 maggio 2014 | 27 maggio 2019 | Andrea Cesaroni       | Uniti per Castelbellino | Sindaco | [ 16 ] |
| 27 maggio 2019 | 10 giugno 2024 | Andrea Cesaroni       | Uniti per Castelbellino | Sindaco | [ 16 ] |
| 10 giugno 2024 | in carica      | Andrea Cesaroni       | Uniti per Castelbellino | Sindaco | [ 16 ] |

## Sport

### Volley
L’Associazione sportiva dilettantistica Castelbellino Volley nasce nel 1993 grazie allo stimatissimo e compianto Alberto Fontana, scomparso prematuramente, al quale si deve anche la fondazione del Calcio a 5 di Castelbellino.
La società fa dell’amore per lo sport e della passione per la pallavolo i propri principi guida, che permettono da anni di avere una grande realtà sportiva in una piccola ma meravigliosa città di provincia.
L’aiuto prezioso di sponsor e sostenitori ha permesso di raggiungere traguardi inimmaginabili, come la duplice vittoria della Coppa Marche, la promozione in serie B2 prima e in B1 poi, avvenuta lo stesso anno della conquista della prestigiosa Coppa Italia nazionale di categoria.

### Calcio
Il Castelbellino Calcio disputa il campionato di Prima Categoria.
La squadra di calcio a 5, il Castelbellino C5, disputa il campionato di Serie C1 marchigiano.